# Stadtkommandantur München
Die Stadtkommandantur München war die Kommandantur der bayerischen Armee in München. Sie war zuständig für die Verwaltung der bayerischen Truppen in der Stadt und mit dem Polizeipräsidium für die innere Sicherheit verantwortlich. Die Kommandantur war zum direkten Eingriff bei Unruhen befugt. Dies tat sie z. B. nach der Revolution von 1918 und während des Hitler-Putsches.

## Geschichte
In München hatte die Kommandantur (vor 1872 Kommandantschaft) während des Königreichs vor allem repräsentativen Charakter. Sie war dem kommandierenden General des I. Armeekorps unterstellt. Von 1904 bis 1924 hatte sie ihren Sitz im Gebäude des Bayerischen Armeemuseums, der heutigen Bayerischen Staatskanzlei.
Nach der Novemberrevolution im Jahr 1918 wuchs die politische Macht der Stadtkommandanten, da er über bewaffnete Truppen verfügte, jedoch war seine Autorität nicht groß genug, um die Münchner Soldaten wirklich befehligen zu können. Auch in der Münchner Räterepublik und in der darauffolgenden Zeit blieb diese größere Bedeutung.

## Stadtkommandanten (Auswahl)
- um 1747/87 Karl Wilhelm von Daun
- 1813–1838 Alois von Ströhl

- 24. November 1918–13. April 1919 Oskar Dürr
- 13. April 1919–17. April 1919 Rudolf Egelhofer
- 17. April 1919–2. Mai 1919  Wilhelm Weinberger
- Mai 1919– ? Oberstleutnant Adolf Herrgott nach Niederschlagung der Räterepublik, zu seinem Stab gehörten unter anderem Ernst Röhm und Christian Roth

- 1923 Jakob von Danner, ergriff während des Hitlerputschs (8. und 9. November) sehr früh Maßnahmen gegen die Akteure.
- 25. April 1945–28. April 1945 Bernhard Hofmann,   wurde „als nicht hart genug“ abgelöst.[1]
- 28. April 1945–30. April 1945  Generalleutnant Rudolf Huebner, ein fanatischer Nationalsozialist, auf Befehl von Albert Kesselring zum „Kampfkommandanten von München“ ernannt. Unter seinem Kommando wurden in den letzten Kriegstagen noch viele Menschen gehängt oder erschossen. Huebner setzte sich „sang- und klanglos“ ab, als München am 30. April 1945 eingenommen wurde.[2]

## Weitere Kommandanturen in Bayern
Seit 1872 existierten Kommandanturen in Bayern nur noch in den Festungen Ingolstadt und Germersheim, auf den Truppenübungsplätzen Lager Lechfeld, Hammelburg und Grafenwöhr und in der Hauptstadt München. Zu den Aufgaben des Kommandanten gehörte die Anordnung militärisch-polizeilicher Maßnahmen, die Organisation des Wachtdienstes, die Erhaltung der militärischen Anlagen und Gebäude und die Anordnung der Garnisonsparaden.